# Tomczyn
Tomczyn – wieś sołecka w Polsce położona w województwie mazowieckim, w powiecie kozienickim, w gminie Grabów nad Pilicą.
| SIMC    | Nazwa        | Rodzaj    |
| ------- | ------------ | --------- |
| 0622026 | Stare Cychry | część wsi |
| 0622032 | Stasin       | część wsi |

W latach 1975–1998 miejscowość administracyjnie należała do województwa radomskiego.
Wierni kościoła rzymskokatolickiego należą do parafii Świętej Trójcy w Grabowie nad Pilicą.